# مک ماهاراج
ساتیاندرانت راگونانان مک ماهاراج (به انگلیسی Sathyandranath Ragunanan "Mac" Maharaj)؛ (زاده ۲۲ آوریل۱۹۳۵ در نیوکاسل-ناتال) یک سیاستمدار آفریقای جنوبی وابسته به کنگره ملی آفریقا، دانشگاهی و تاجر هندی‌تبار است. او سخنگوی رسمی سابق رئیس‌جمهور آفریقای جنوبی، جیکوب زوما است.

## زندگی‌نامه
ساتیاندرانت راگونانان مک ماهاراج در سال ۱۹۳۵ از یک خانواده هندی در ناتال به دنیا آمد. در سال ۱۹۶۲ در رشته روانشناسی فارغ‌التحصیل شد، سپس در انگستان به تحصیلات خود ادامه داد و در رشته حقوق فارغ‌التحصیل شد. وی در آلمان تعلیمات نظامی را پشت سر گذاشت.
مک ماهاراج در ابتدای دهه ۱۹۶۰ به آفریقای جنوبی بازگشت و به عنوان عضو شاخه نظامی در کنگره ملی آفریقا به فعالیت پرداخت.

## مشارکت در مبارزه علیه آپارتاید
ماهاراج یک فعال سیاسی و عضو حزب کمونیست آفریقای جنوبی بود، که به شیوه‌ای مخفی در فعالیت‌های ضد آپارتاید نلسون ماندلا فعالیت کرد. در ماه ژوئیه سال ۱۹۶۴، ماهاراج در ژوهانسبورگ دستگیر شد، در همان سال وی به همراه چهار نفر دیگر به اتهام خرابکاری در دادگاه محکوم و به دوازده سال زندان محکوم شد. او دوران زندانش را در جزیره روبن همراه با ماندلا گذراند. او در زندان در تهیه اولین پیش‌نویس زندگی‌نامه نلسون ماندلا با دو عضو دیگر کنگره ملی آفریقا، احمد کاترادا و والتر سیسولو همکاری کرد و به صورت مخفیانه خاطرات ماندلا که بعدها تحت نام راه طولانی به سوی آزادی منتشر گردید را رونویسی و آن را در سال ۱۹۷۶ از زندان خارج کرد.

## پس از زندان
ماهاراج بعد از آزادی از زندان جزیره روبن در سال ۱۹۷۶ از حصر خانگی گریخت و به تبعید خودخواسته به خارج از آفریقای جنوبی رفت. وی در پایان دهه ۸۰ به آفریقای جنوبی بازگشت.
از سال ۱۹۸۸ تا سال ۱۹۹۰ به کمیته اجرایی کنگره ملی آفریقا انتخاب شد.

## نقش در دولت
مک ماهاراج برای اولین بار در در ۱۱ مه ۱۹۹۴ به عنوان وزیر ترابری در کابینهٔ ماندلا در کنگره ملی آفریقا شروع بکار کرد و تا زمان برگزاری انتخابات عمومی در سال ۱۹۹۹در این پست دولتی بود. وی مدتی نیز سخنگوی نهاد ریاست جمهوری آفریقای جنوبی بود.

## بخش خصوصی
پس از انتخابات عمومی سال ۱۹۹۹، مک ماهاراج از سیاست کنار رفت و به FirstRand بانک پیوست و بالاترین مدیر غیر اجرایی آن بود.

## وابستگی علمی
او در سال ۲۰۰۵ به دانشکده کالج بنینگتون در ورمونت، ایالات متحده آمریکا پیوست.

## سخنان
- برای یک جنگنده آزادی بودن نیاز به حمل اسلحه نیست.
- انتقام نباید انگیزه ما باشد.

## دربارهٔ راه طولانی به سوی آزادی
«راه طولانی به سوی آزادی» عنوان خودزندگینامه نلسون ماندلا می‌باشد. زمانی که ماندلا در جزیره روبن در آفریقای جنوبی زندانی بود این زندگینامه را نوشت.

مک ماهاراج در زندان همراه با دو عضو دیگر کنگره ملی آفریقا، احمد کاتارادا و والتر سیسولو در تهیه اولین پیش‌نویس زندگی‌نامه نلسون ماندلا همکاری کرد. وی در این باره می‌گوید: 
«ما در جامعه‌ای زندگی می‌کردیم که تاریخ تلاشمان «برای آزادی» در هیچ جا، حتی در منابع دانشگاهی ثبت نشده بود. همه چیز در تاریخ از آن سفید پوستان بود. بنابر این، این به خودی خود تمرینی هیجان انگیز بود برای این که زندگی مردی که در کانون این تلاش بود را روی کاغذ بیاوریم، کسی که شرح حالش واقعاً یک شرح حال سیاسی بود. حسی به ما می‌گفت که ماندلا به یک چهره ملی و بین‌المللی تبدیل می‌شود و خواندن تاریخ ما برای مخاطبان الهام انگیز خواهد بود.»

او می‌گوید: 
«ما در سلول‌های انفرادی بودیم، هر سلول یک پنجره به سمت راهرو داشت. زندانبانان شب و روز گشت می‌زندند، چراغ‌ها هم بیست و چهار ساعته روشن بودند … مجبور بودم نسخه‌ام را طوری بنویسم که بتوانم پنهانش کنم. ما در هر دو روی کاغذ و با خط ریز می‌نوشتیم.»
ماهاراج و دوستانش برای نوشتن از کاغذهای نازک آ چهار (A4) موجود در انبار لوازم التحریر زندان استفاده می‌کردند. وی با دقت نوشته‌هایش را لابلای اوراق متون تحصیلی اش پنهان می‌کرد. ۶۰ برگه کاغذ دست نوشته در یک محفظه دست‌سازی که برای حمل نقشه‌های آماری استفاده می‌شد پنهان شده بود.
نسخه دست‌نویسی که ماندلا در زندان نوشته بود در جزیره روبن کشف شد، این نسخه هم‌اکنون قسمتی از بایگانی مؤسسه نلسون ماندلا در ژوهانسبورگ است که بعد از آزادی ماندلا به این مؤسسه واگذار شد. اما نسخه ماهاراج از زندان جان سالم به در برد. اما این نسخه نیز ۱۸ سال در انتظار بود تا بالاخره به چاپ برسد و توسط میلیون‌ها نفر در سراسر جهان خوانده شود، زیرا به اعتقاد کنگره ملی آفریقا نوشته‌های باارزش ماندلا تا زمان آزادی او از زندان باید برای انتشار صبر می‌کرد.

پس از آزادی ماندلا سرانجام این کتاب در سال ۱۹۹۵ با عنوان «راه طولانی به سوی آزادی» انتشار یافت و با موفقیت عظیمی مواجه گردید. در صفحه ۵۷۲ این کتاب خود ماندلا به اهمیت دست نوشته‌های ماهاراج که قالب بندی کتاب را شکل داده بود با احترام یاد می‌کند. ماندلا می‌نویسد: 
«اگر چه این کتاب در دوره‌ای که من زندانی بودم منتشر نشد اما دست نوشته‌های ماهاراج شالوده این مجموعه خاطرات را تشکیل می‌دهند.»
این کتاب یکی از پرفروش‌ترین کتاب‌های جهان شد و تاکنون بر اساس این کتاب چندین فیلم نیز ساخته شده‌است.